# Nepal Research Centre
Das Nepal Research Centre (NRC) war ein 1967 gegründetes deutsches Forschungsinstitut in Kathmandu. Es stand in der Tradition des Himalaya-Forschungsvohabens Nepal der 1960er Jahre um den Wissenschaftler Walter Hellmich und galt als älteste Einrichtung seiner Art in Nepal. Von 1974 bis 2014 wurde das NRC durch die Deutsche Morgenländische Gesellschaft betrieben.

## Geschichte

### Allgemein
Erste Expeditionen in Nepal, finanziert durch die Deutsche Forschungsgemeinschaft, gab es bereits Mitte des 20. Jahrhunderts (die Deutsch-Russische Altai-Pamir-Expedition 1928, die Deutsche Nanga-Parbat-Expedition 1934 und die Deutsch-Österreichische Himalaja-Karakorum-Expedition 1954). Maßgeblichen Anteil an der Errichtung des Nepal Research Centre hatte der erste Generaldirektor Walter Hellmich und der damalige deutsche Botschafter Wilhelm Löer. Das 1960 in die Wege geleitete Himalaya-Forschungsvohaben Nepal (Research Scheme Nepal Himalaya) wurde bereits von staatlicher Seite als auch von der Fritz Thyssen Stiftung gefördert.
1965 wurde unter Anwesenheit von König Birendra das Thyssen-House eröffnet. Dieses diente als Vorgänger des 1967 vertraglich durch Deutschland und Nepal aus der Taufe gehobenen Nepal Research Centre. Später bestand organisatorisch kurzzeitig eine Kooperation mit der Arbeitsgemeinschaft für vergleichende Hochgebirgsforschung, dem Südasien-Institut Heidelberg und der Deutschen Morgenländischen Gesellschaft. Es verkehrten zahlreiche nepalesische, westliche und japanische Wissenschaftler im NRC.
Ab 1974 war die Deutsche Morgenländische Gesellschaft (DMG) verantwortlich für die Einrichtung. Dazu wurde 1977 zwischen der Tribhuvan-Universität in Kathmandu und der DMG ein Vertrag geschlossen. Mehrere Verlängerungen erfolgten u. a. in modifizierter Form 2002. Allerdings geriet die Einrichtung zunehmend in finanzielle Engpässe, hatte mit der Energieversorgung zu kämpfen und suchte einen Umgang mit der politischen Instabilität im Land, von der auch die örtliche Universität betroffen war.
Am 31. März 2014 wurde die Förderung der Organisation durch die DMG eingestellt.

### Lage und Bibliothek
Am Standort in Kathmandu wurde eine öffentliche Präsenzbibliothek mit über 3.500 Exemplaren eingerichtet, darunter Fachbücher, Zeitschriften, Lexika, Manuskripte, Mikrofilme und weitere Dokumente aus Nepal und anderswo.
Das Zentrum nutzte ab 1981 ein Gebäude in New Baneshwor. 2002 musste das Institut wegen finanzieller Engpässe in kleinere Räumlichkeiten im Norden von Kathmandu (Baluwatar) umziehen. Neben der Bibliothek existierten vier Arbeitsräume mit PCs, Mikrofilmgeräten usw. und zwei sanitär ausgestattete Gästezimmer für vor Ort forschende Wissenschaftler.

### Leitung
Die Organisation wurde von folgenden deutschen Direktoren geleitet:
- Walter Hellmich (1967–1974)[3]
- Wolfgang Voigt (bis 1982)[3]
- Albrecht Wezler (bis Oktober 2004[8])
- Michael Friedrich (kommissarisch)
- Harunaga Isaacson (ab 1. April 2006)[5]

Darüber hinaus gab es einen örtlichen Leiter, einen Manager und einen offiziellen Übersetzer.

## Aktivitäten
Es organisierte wissenschaftliche Vorträge, Seminare und Konferenzen u. a. die „Nepal Research Talk Series“, dient somit der Begegnung von nationalen und internationalen Wissenschaftlern aus der Geistes- und Naturwissenschaft. Insbesondere die Bereiche Kartografie, Geografie, Botanik, Zoologie, Ethnografie und Medizin waren von Interesse. Ausdrücklich bemühte es sich um einen regionalen Bezug und um wissenschaftliche Arbeiten und Publikationen in Englischer Sprache. Außerdem unterstützte es Forscher in den Sprachen Nepali, Newari, Sanskrit und Tibetisch, bezüglich Übersetzungen und Interpretationen.
NRC war in zwei Forschungsprojekte involviert, dem  Nepal-German Manuscript Preservation Project (NGMPP) von 1970 bis 2002 und dem Nepalese-German Manuscript Cataloguing Project (NGMCP) ab 2002. Diese wurden in Kooperation mit dem nepalesischen Nationalarchiv, der Regierung von Nepal und dem  Asien-Afrika-Institut der Universität Hamburg realisiert. Die Gesamtleitung wurde dabei durch die Indologen Wolfgang Voigt (1970–1982) und Albrecht Wezler (1982–2002) sowie Harunaga Isaacson (Nachfolgeprojekt) übernommen. Eine Kopie der verfilmten Handschriften befindet sich in der Staatsbibliothek zu Berlin – Stiftung Preußischer Kulturbesitz. Darüber hinaus leistete es einen wichtigen Beitrag zum Wiederaufbau des Pujarimath Museums in Kathmandu, welches 1934 während des Nepal-Bihar Erdbebens schwer beschädigt wurde und ab 1991 beim Nepal-German-Project on High Mountain Archaeology.
Das Nepal-Forschungsinstitut war von 1975 bis 2006 für die bis in die 2000er Jahre im Franz Steiner Verlag in Wiesbaden verlegten Nepal Research Centre Publications (NRCP) verantwortlich und gab ab 2009 wieder das 1977 ersterschienene Journal of the Nepal Research Centre (JNRC) heraus. JNRC widmet sich als eines der wenigen ausschließlich der nepalesischen Kultur. NRC unterstützte technisch und finanziell die Erstellung von Monografien und Artikeln; so auch in Kooperation mit der Tribhuvan University Central Library (zugehörig zur Tribhuvan University) in Kathmandu die Nepalese National Bibliography (NNB).